# Elezione del Presidente della Camera del 1996
L'elezione del presidente della Camera del 1996 per la XIII legislatura della Repubblica Italiana si è svolta tra il 9 e il 10 maggio 1996.
Il presidente della Camera uscente è Irene Pivetti. Presidente provvisorio della Camera è Luciano Violante, poi sostituito da Ignazio La Russa.
Presidente della Camera dei deputati, eletto al IV scrutinio, è Luciano Violante.

## L'elezione

### Preferenze per Luciano Violante
| Scrutinio | Voti | Percentuale |
| --------- | ---- | ----------- |
| I         | 305  | 48,8%       |
| II        | 307  | 50,3%       |
| III       | 304  | 51,3%       |
| IV        | 316  | 51,9%       |

## 9 maggio 1996

### I scrutinio
Per la nomina è richiesta una maggioranza pari a due terzi dei deputati.
| Dati votazione | Dati votazione  |    | Nome                 | Nome | Voti |
| -------------- | --------------- | -- | -------------------- | ---- | ---- |
| Presenti       | 624             |    | Luciano Violante     | 305  |      |
| Votanti        | 624             |    | Adriana Poli Bortone | 206  |      |
| Astenuti       | 0               |    | Irene Pivetti        | 57   |      |
| Maggioranza    | 420             |    | Luciano Caveri       | 4    |      |
|                |                 |    | Anna Finocchiaro     | 3    |      |
|                | Giuliano Urbani | 2  |                      |      |      |
|                | Ciriaco De Mita | 2  |                      |      |      |
|                | Voti dispersi   | 10 |                      |      |      |
| Schede bianche | 19              |    |                      |      |      |
| Schede nulle   | 16              |    |                      |      |      |

Poiché nessun candidato raggiunge il quorum richiesto, si procede al II scrutinio.

### II scrutinio
Per la nomina è richiesta una maggioranza pari a due terzi dei votanti.
| Dati votazione | Dati votazione   |   | Nome                 | Nome | Voti |
| -------------- | ---------------- | - | -------------------- | ---- | ---- |
| Presenti       | 610              |   | Luciano Violante     | 307  |      |
| Votanti        | 610              |   | Adriana Poli Bortone | 201  |      |
| Astenuti       | 0                |   | Irene Pivetti        | 54   |      |
| Maggioranza    | 407              |   | Luciano Caveri       | 4    |      |
|                |                  |   | Alessandra Mussolini | 4    |      |
|                | Anna Finocchiaro | 3 |                      |      |      |
|                | Ciriaco De Mita  | 2 |                      |      |      |
|                | Voti dispersi    | 9 |                      |      |      |
| Schede bianche | 21               |   |                      |      |      |
| Schede nulle   | 5                |   |                      |      |      |

Poiché nessun candidato raggiunge il quorum richiesto, si procede al III scrutinio.

### III scrutinio
Per la nomina è richiesta una maggioranza pari a due terzi dei votanti.
| Dati votazione | Dati votazione  |   | Nome                 | Nome | Voti |
| -------------- | --------------- | - | -------------------- | ---- | ---- |
| Presenti       | 593             |   | Luciano Violante     | 304  |      |
| Votanti        | 593             |   | Adriana Poli Bortone | 188  |      |
| Astenuti       | 0               |   | Irene Pivetti        | 49   |      |
| Maggioranza    | 396             |   | Alessandra Mussolini | 13   |      |
|                |                 |   | Anna Finocchiaro     | 3    |      |
|                | Umberto Bossi   | 2 |                      |      |      |
|                | Ciriaco De Mita | 2 |                      |      |      |
|                | Voti dispersi   | 8 |                      |      |      |
| Schede bianche | 16              |   |                      |      |      |
| Schede nulle   | 6               |   |                      |      |      |

Poiché nessun candidato raggiunge il quorum richiesto, si procede al IV scrutinio.

## 10 maggio 1996

### IV scrutinio
Per la nomina è richiesta la maggioranza assoluta dei votanti.
| Dati votazione | Dati votazione  |    | Nome                 | Nome | Voti |
| -------------- | --------------- | -- | -------------------- | ---- | ---- |
| Presenti       | 609             |    | Luciano Violante     | 316  |      |
| Votanti        | 609             |    | Adriana Poli Bortone | 201  |      |
| Astenuti       | 0               |    | Irene Pivetti        | 50   |      |
| Maggioranza    | 305             |    | Alessandra Mussolini | 8    |      |
|                |                 |    | Umberto Bossi        | 2    |      |
|                | Ciriaco De Mita | 2  |                      |      |      |
|                | Voti dispersi   | 12 |                      |      |      |
| Schede bianche | 12              |    |                      |      |      |
| Schede nulle   | 6               |    |                      |      |      |

Risulta eletto: Luciano Violante (PDS)